# Župna crkva Blažene Djevice Marije Kraljice Hrvata u Zagrebu
Župna crkva Blažene Djevice Marije Kraljice Hrvata katolička je crkva građena 2003. i 2004. godine u zagrebačkoj četvrti Remetinec.

## Arhitektura
Župna crkva Blažene Djevice Marije Majke Božje arhitektonsko je djelo Josipa Horvata, projektirano 1998. godine. Smještena je u naselju Remetinec, koje karakterizira pretežno niska stambena izgradnja. Crkva svojom arhitekturom ne dominira urbanim prostorom te nije vizualni orijentir u širem gradskom kontekstu. Sakralni kompleks obuhvaća crkvu i župni dvor, koji su prostorno povezani. Njihovim rasporedom na parceli oblikovan je prostran pristupni trg, koji ima naglašeni javni karakter, dok je njegova privatna funkcija manje izražena. Trg je orijentiran prema glavnoj prometnici i koncipiran kao produžetak javnog gradskog prostora.
Dimenzije crkve su 20×18 m. Prostor crkve ima 360 m2, a kor ima 97 m2. U sklopu crkvenog objekta nalazi se i župni dvor s prostorom sakristije, župni ured, vjeronaučna dvorana, te stambeni prostora župnika i drugog osoblja. Crkva je četvrtastog oblika sa završnom četvrtastom apsidom. U apsidi se nalazi kip Majke Božje, kao i prostor za svećenike i ministrante. Desno od oltara nalazi se svetohranište i kip sv. Josipa. Oltar, krstionica i ambon izrađeni su od kamena, ravnih su linija i bez ukrasa. Ispod kora, lijevo od ulaznih vrata, smještena je krstionica. Sa desne strane ulaznih vrata nalazi se ispovjedaonica i oltar sa kipom sv. Antuna.

## Galerija
- Ulaz i pročelje
- Bočno pročelje, pogled s ulice
- Unutrašnjost crkve